# Joseph Trimble Rothrock
No confundir con Joseph J. Rothrock, un técnico de fútbol estadounidense.
Joseph Trimble Rothrock (9 de abril de 1839 – 2 de junio de 1922) fue un naturalista y ambientalista estadounidense, reconocido el "Padre de la Forestación" en Pensilvania. En 1895, fue nombrado primer comisionado de la silvicultura para dirigir la recién creada División de Ciencias Forestales del Dto. de Agricultura de Pensilvania. Dos de sus principales logros como comisionado, fueron su programa de adquisición de tierras y la creación de una Academia forestal para entrenar forestales para el servicio estatal.

## Biografía

### Primeros años
Era aborigen de McVeytown en el Condado de Mifflin, Pensilvania, EE. UU. de una familia de granjeros germana. Cuando niño, estaba a menudo enfermo y pasó muchas horas en caminatas por los bosques del condado de Mifflin para hacer ejercicio para combatir sus enfermedades. Durante esos paseos desarrolló un amor por la naturaleza. Se convirtió en un pionero ambientalista en Pensilvania, ayudando a preservar y restablecer los bosques que tanto amó.

### Educación y carrera temprana
Estudió bajo Asa Gray, el renombrado botánico de la Universidad Harvard. Rothrock recibió un B.Sc. en botánica por Harvard en 1862 (o posiblemente 1864). Se enlistó en el Ejército de la Unión al año siguiente, tomando acción durante la guerra de Secesión y fue seriamente herido en la batalla de Fredericksburg. Fue dado de baja del Ejército el 6 de junio de 1864, después de haber alcanzado el grado de capitán en el 20º de Caballería de Pensilvania. Amplió sus estudios en la Universidad de Pensilvania, recibiendo el doctorado en medicina en 1867.
Comenzó sus prácticas en Condado de Centre, Pensilvania, aunque en 1870 se mudó a Wilkes-Barre, haciendo una especialidad de enfermedades del ojo y el oído. Fue cofundador del Hospital de Wilkes-Barre, y sirvió en la Facultad de la Universidad Estatal de Pensilvania de 1867 a 1869, donde enseñó botánica, anatomía humana y fisiología.
Rothrock se asoció con la parte exploratoria de la Western Union extensión telegrafía en la Columbia Británica de 1865 a 1866. Sirvió como cirujano y botánico para las exploraciones geográficas y geológicas al oeste del meridiano 100 bajo el teniente George M. Wheeler, el Wheeler Survey, 1873-1875. En 1876, estableció la Escuela North Mountain de Cultivos Físicos en el Condado de Luzerne, y también en ese año fue nombrado por la American Philosophical Society profesor en forestales ejecutando el Legado Michaux. Estudió botánica en Alsacia en la Universidad de Estrasburgo en 1880. Mientras en Europa comenzó además a estudiar manejo de bosques, que le llevó a ser un pionero en la gestión forestal en Pensilvania y en EE. UU.

### Últimos años
En 1886, fue el primer presidente de la Asociación Forestal de Pensilvania (PFA). La PFA se formó para promover el conservacionismo y fomentar la creación de Parques Estatales en Pensilvania. Rothrock fue miembro de la PFA por el resto de su vida. Lo usó como un púlpito para "incitar el interés de la gente de todo el Estado en forestales -- para preservar, proteger y propagar la forestación." Rothrock fue nombrado Comisionado de Forestales en Pensilvania en 1895. Condujo la unidad para la compra de tierras por empresas madereras para crear muchos de los bosques estatales que se extienden a lo largo de Pensilvania. Rothrock usó su experiencia como médico para abrir un sanatorio en lo que es hoy Mont Alto State Park. Tal sanatorio trataba aquellas afecciones de la tuberculosis y otras enfermedades respiratorias. Abrió también la Academia forestal Estatal de Pensilvania, hoy Penn State Mont Alto, en 1903 under the authorization of Pennsylvania Governor, Samuel W. Pennypacker. Rothrock resigned as Commissioner of Forestry in 1904, but continued to serve on the Commission until 1914.

## Legado
Falleció en 1922 en West Chester, Pensilvania, dejando tras de sí un legado en restauración y conservación del ambiente. Como Comisionado Forestal de Pensilvania, fue capaz de iniciar el proceso de adquisición de tierras para la creación de los muchos bosques estatales y parques que ahora salpican el paisaje de Pensilvania. Como una voz para la protección del ambiente, inspiró a las generaciones venideras para conservar y gestionar el uso de los extensos bosques de Pensilvania. Rothrock fue pionero en el tratamiento de la tuberculosis en sanatorios, estableció un hospital en Wilkes-Barre y ayudó a explorar la frontera canadiense.
En una charla dada en 1915, Rothrock recordó las forestaciones de su juventud: "Sesenta años atrás caminando de Clearfield a St. Marys; paré en Smethport -- 100 km; y la mayor parte del camino era a través de gloriosos bosques de pino y abeto blanco. Ahora bien, esos bosques han desaparecido." Describiendo las condiciones de los parques de 1915 dijo, "6,400 millas cuadradas; más de 4 millones de acres [16.000 km² del Estado están peladas, se cortó y demudó por fuego." Comparó la destrucción de parque de Pensilvania de similar caso de destrucción en China. Le preocupaba que, "a menos que se reforestara, las montañas de Pensilvania se lavarán hacia los océanos." Gracias a personalidades como Joseph Rothrock, Jacob Nolde, Maurice Goddard y Gifford Pinchot, Pensilvania tiene bosques primarios prósperos recuperado de los estragos de la era de la madera de construcción que se extendió a través de sus colinas y valles en el siglo XIX.

## Obra
- Flora of Alaska (1867)
- Botany of the Wheeler Expedition (1878)
- Vacation Cruisings (1884)
- Pennsylvania Forest Reports (1895–97)

- La abreviatura «Rothr.» se emplea para indicar a Joseph Trimble Rothrock como autoridad en la descripción y clasificación científica de los vegetales.[9]